# Otumba de Gómez Farías
Otumba de Gómez Farías es una población y cabecera municipal del municipio de Otumba, está ubicada al centro del municipio, al noreste del Estado de México, México. Cuenta con 34, 232 habitantes.

## Toponimia
El antiguo nombre de Otumba de Gómez Farías, es Otompan, topónimo de origen náhuatl en donde se fundó la actual población y significa Lugar sobre la tierra de los otomíes.

## Festividades
Otumba es famoso por el Día del Burro (feria nacional del burro), la Batalla de Otumba, la fiesta de la Inmaculada Concepción el 8 de diciembre y las fiestas del Santuario.
La Feria Nacional del Burro se conmemora cada 1 de mayo, en el centro municipal, una de las características de la feria es que visten a los burros de ciertos personajes de moda, también se organizan carreras de burros, polo sobre burro. La casa de cultura fue donada por uno de los fundadores de este municipio. También encontrará artículos representativos del evento, también se tiene el santuario del burro con rumbo hacia el municipio de Axapusco, donde podrá encontrar variedad de ejemplares.
Se celebran dos fiestas en honor del Señor de la Divina Misericordia en el Santuario de Tocuila: La Principal, que es también la más grande, es el segundo domingo de Pascua, la segunda es el domingo siguiente al 11 de septiembre, aniversario de la consagración del altar y del Santuario. En esta fiesta llegan peregrinaciones de las distintas partes del país, con diferentes muestras de fe, cabalgatas, en bicicleta, corriendo o a pie es como los devotos demuestran su cariño y devoción a la Divina Misericordia.